# Synagoga w Twerze
Synagoga w Twerze (ros. синагога в Твери) – bóżnica znajdująca się w Twerze, zbudowana na krótko przed wybuchem I wojny światowej. 
Żydowska społeczność Twer]una czele z rabinem Dawidem Ginzburgiem zwróciła się z prośbą o pozwolenie na budowę synagogi w październiku 1909 roku, które uzyskała w grudniu tego roku. Na wiosnę 1910 roku rozpoczęły się prace nad budową domu modlitewnego, które w maju zostały wstrzymane z powodu zastrzeżeń gubernatora twerskiego co do zewnętrznego wyglądu świątyni, która zbytnio przypominała synagogę. Ostatecznie w sierpniu 1912 roku dokonano uroczystego odkrycia bóżnicy zbudowanej według nowego projektu. 
W latach trzydziestych XX wieku synagoga została zamknięta. W sierpniu 2001 roku żydowska gmina wyznaniowa w Twerze odzyskała znajdujący się w stanie ruiny budynek. Od lipca 2004 roku bóżnica poddawana jest intensywnemu remontowi, planuje się jej odbudowanie według pierwotnego projektu z 1909 roku.